# Мусомели
Мусомѐли (на италиански: Mussomeli, на сицилиански: Mussumeli, Мусумели) е град и община в Южна Италия, провинция Калтанисета, автономен регион и остров Сицилия. Разположен е на 726 m надморска височина. Населението на общината е 10 953 души (към 2012 г.).